# 모나라갈라
모나라갈라(싱할라어: මොනරාගල, 타밀어: மொணராகலை)는 스리랑카 우바주 모나라갈라구의 행정 중심지이다.

## 같이 보기
- 모나라갈라구
- 우바주